# San José Xiteco
San José Xiteco är en ort i Mexiko.   Den ligger i kommunen Calcahualco och delstaten Veracruz, i den sydöstra delen av landet, 210 km öster om huvudstaden Mexico City. San José Xiteco ligger 2 057 meter över havet och antalet invånare är 192.
Terrängen runt San José Xiteco är huvudsakligen kuperad, men västerut är den bergig. Terrängen runt San José Xiteco sluttar brant österut. Runt San José Xiteco är det ganska glesbefolkat, med 36 invånare per kvadratkilometer. Närmaste större samhälle är Huatusco de Chicuellar, 15,2 km öster om San José Xiteco. I omgivningarna runt San José Xiteco växer huvudsakligen savannskog.